# Filmfare Award за лучший звук
Filmfare Award за лучший звук (англ. Filmfare Award for Best Sound Design) — ежегодная награда Filmfare Award с 1955 года.

## Победители и номинанты

### 1950-е
- 1955 Ишан Гхош — «Сила жизни»[англ.]*
- 1956 Р. Каушик — «Амар»[англ.]
- 1957 А. К. Пармар — Бубенчики на щиколотках звенят
- 1958 Р. Каушик — «Мать Индия»
- 1959 Ишан Гхош — «Chandan»

### 1960-е
- 1960 А. К. Пармар — «Навранг»[англ.]
- 1961 Джордж де Круз — «Parakh»[англ.]
- 1962 Кулдип Сингх — «Дикий»[англ.]
- 1963 С. Й. Патхак — «Bees Saal Baad»[англ.]
- 1964 Диншоу Биллимория — «Заключённая»[англ.]
- 1965 Аллауддин Хан Куреши — «Сангам»[англ.]
- 1966 М. Суратвала — «Yaadein»[англ.]
- 1967 Манохар Амберкар — «Mera Saaya»[англ.]
- 1968 Дж.М. Барот — «Похититель ценностей»
- 1969 P. Thakkersey — «Охота»

### 1970-е
- 1970  Случайность
- 1971  Мечта
- 1972  Моё имя Клоун
- 1973  Преданность
- 1974  Бобби
- 1975  Защитник бедных
- 1976  Стена
- 1977  Судьбы не избежать
- 1978  Agent Vinod
- 1979  Божество

### 1980-е
- 1980  Безумие
- 1981  Друзья навек
- 1982  Наша эра
- 1983  Шакти
- 1984  Победитель
- 1985  Легенда о любви
- 1986  Shiva Ka Insaaf
- 1987 Не вручалась
- 1988 Не вручалась
- 1989  Убийство

### 1990-е
- 1990  Я полюбил
- 1991  Azaad Desh Ke Ghulam
- 1992  Patthar Ke Insaan
- 1993  Бог свидетель
- 1994  Свидетельница
- 1995  Сага о любви
- 1996  Сезон дождей
- 1997  Мир музыки
- 1998  Граница
- 1999  Предательство

### 2000-е
- 2000  Ритмы любви
- 2001  Влюблённые
- 2002  Отражение
- 2003  Таинственный попутчик
- 2004  Призрак
- 2005  Байкеры
- 2006  Замужняя женщина
- 2007  Shajith Koyeri, Subash Sahu & K.J. Singh — Омкара
  - Акив Али — Гангстер
  - Andrew Bellety — Тайные намерения
  - Nakul Kamre, Jeetendra Choudhary & Baylon Fonsecai — Крриш
  - Nakul Kamre — Цвет шафрана
- 2008 Лесли Фернандез — Джонни предатель
- 2009 Vinod Subramaniyam — Играем рок!!

### 2010-е
- 2010 Манас Чаудхари — Разлука
- 2011  Полёт (ничья)  Любовь, секс и обман
- 2012 Накул Камте — Дон. Главарь мафии 2
- 2013 Sanjay Maurya и Allwin Rego — История
- 2014 Bishwadeep Chatterjee и Nihar Ranjan Samal — Кафе «Мадрас»
- 2015 Anilkumar Konakandlaand Prabal Pradhan — Отважная
  - Mandar Kulkarni — Гадкий
  - Resul Pookutty и Amrit Pritam — Шоссе
  - Sanjay Maurya и Allwyn Rego — Королева
  - Shajith Koyeri — Хайдер
- 2016 Shajith Koyeri — Виновен
- 2017 Vivek Sachidanand — Фобия
- 2018 Anish John — В ловушке
  - Baylon Fonseca and Dhiman Karmakar — Богатей
  - Nihar Ranjan Samal — Мама
  - Subhash Sahoo — Ваша Сулу
  - Udit Duseja — Папочка